# Marlene Elejarde
Marlene Elejarde (La Habana, Cuba, 3 de enero de 1951-1989) fue una atleta cubana especializada en la prueba de 4 x 100 m en la que llegó a ser medallista de bronce olímpica en 1972.

## Carrera deportiva
En los JJ. OO. de Múnich 1972 ganó la medalla de bronce en los relevos de 4 x 100 metros, con un tiempo de 43.36 segundos, llegando a meta tras Alemania del Oeste (oro) y Alemania del Este (plata), siendo sus compañeras de equipo: Carmen Valdés, Fulgencia Romay y Silvia Chibás.

## Muerte
Marlene Elejarde murió en un accidente automovilístico en 1989.